# Palais Carignan
Pour les articles homonymes, voir Carignan.
Le palais Carignan (en italien : Palazzo Carignano) est un palais baroque situé à Turin, au Piémont en  Italie.

## Histoire
Œuvre de Camillo-Guarino Guarini, le palais Carignan est parfois considéré comme l'un des plus beaux édifices de Turin. Il possède une façade curviligne surmontée d'un rotonde et consacrée aux exploits du régiment de Carignan-Salières.
Il a été construit en 1679 pour les princes de Carignan, branche cadette de la maison de Savoie.
Il voit naître en 1820 Victor-Emmanuel II, qui deviendra le premier roi d'Italie.
Il abrite les séances de la chambre des députés du parlement du royaume de Sardaigne entre 1848 et 1861 et du Parlement italien entre 1861 et 1865.
Il renferme aujourd'hui le musée du Risorgimento, qui contient notamment une reconstitution du cabinet de travail du comte de Cavour.

## Galerie

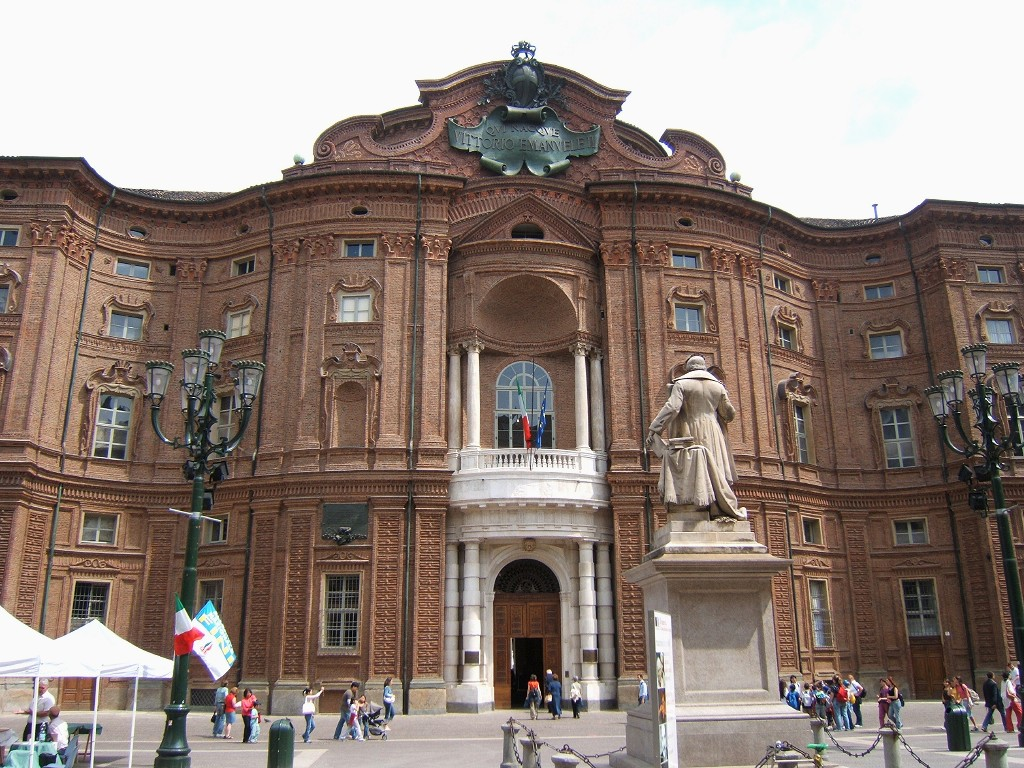
La façade du palais.
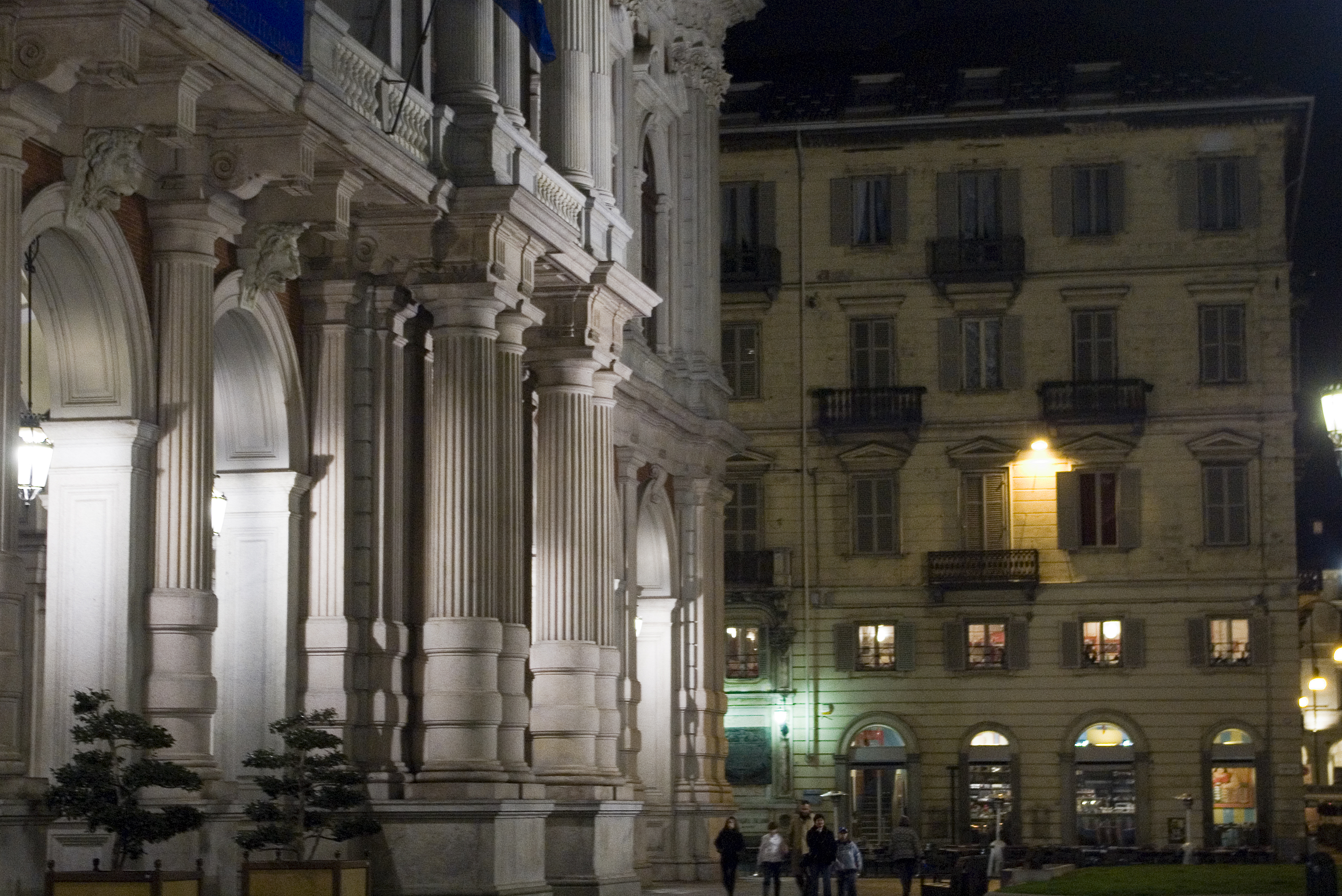
Les colonnades du palais la nuit.
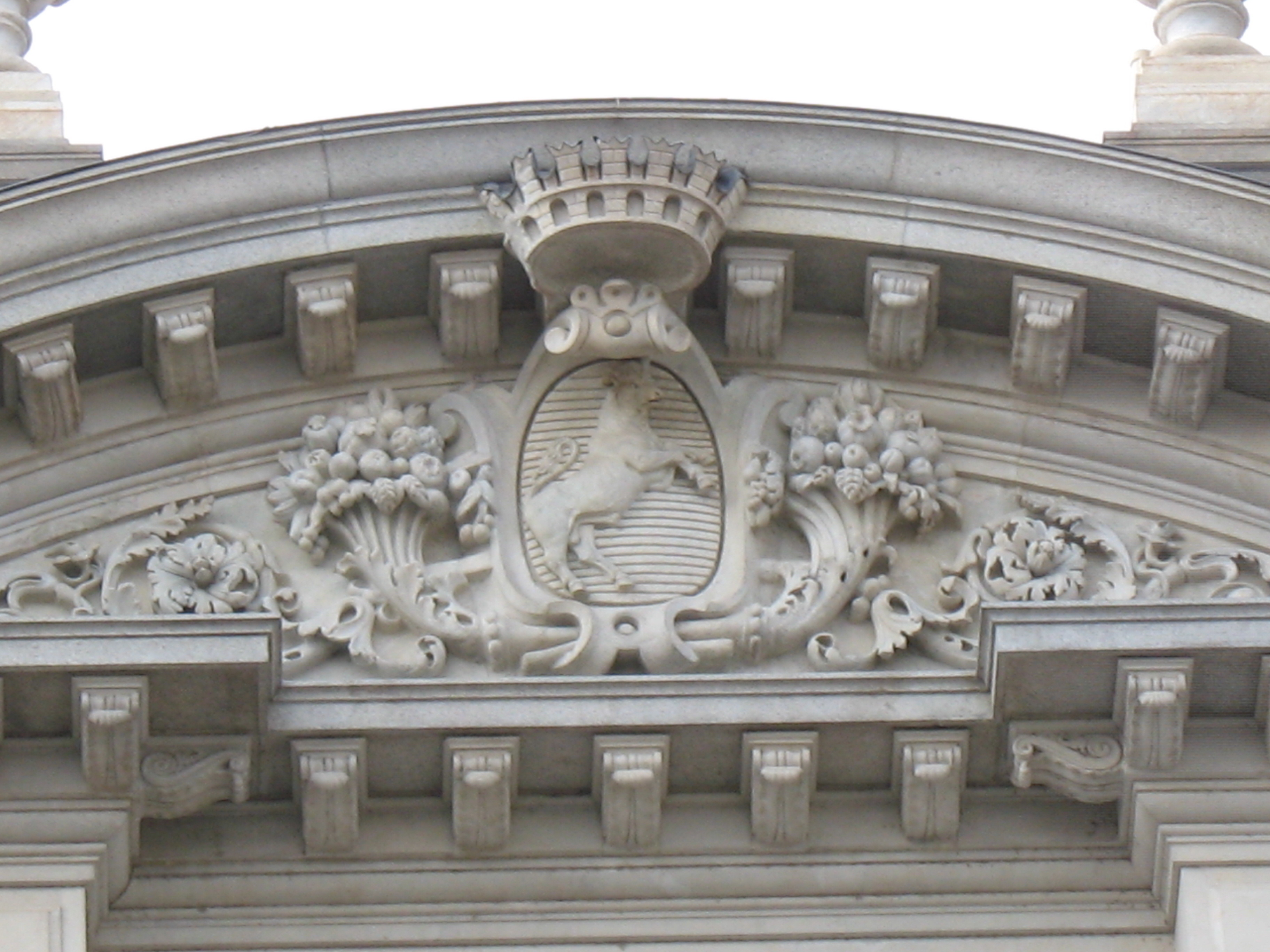
Les armoiries sur le fronton.
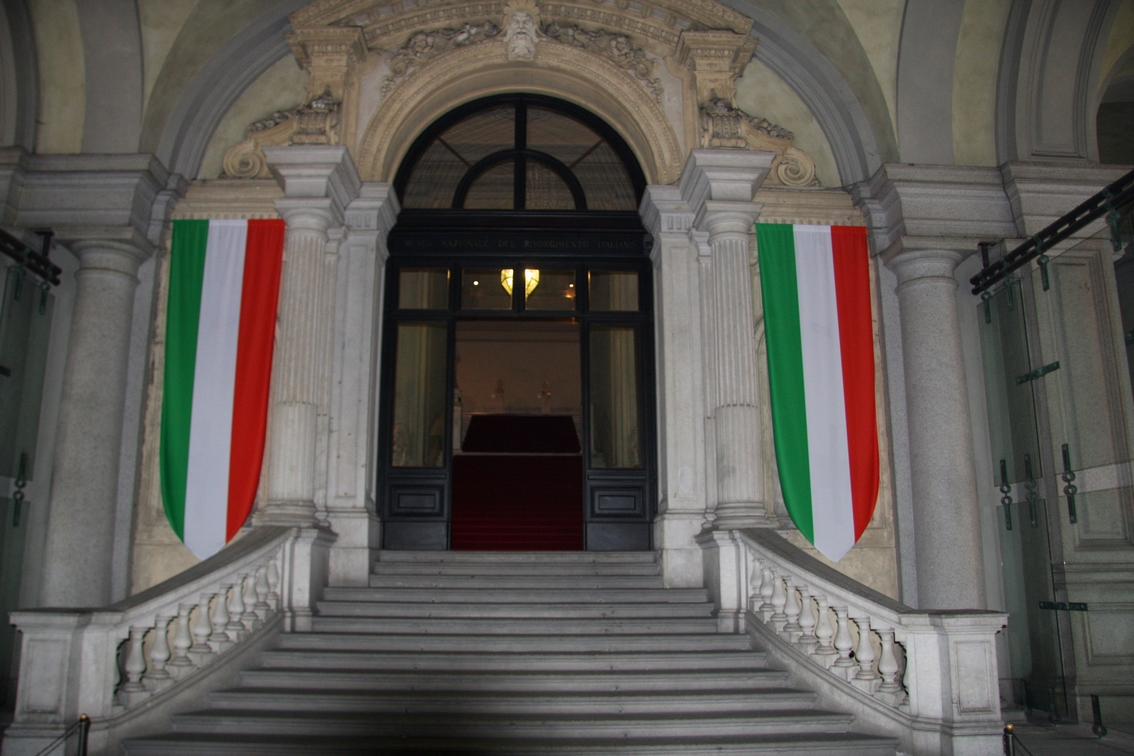
Entrée du Musée du Risorgimento.